# オキナワ (護衛空母)
オキナワ(USS Okinawa, CVE-127)は、アメリカ海軍の護衛空母。コメンスメント・ベイ級航空母艦の23番艦。艦名は太平洋戦争の激戦地である沖縄（沖縄戦）に因んで命名された。

## 艦歴
オキナワは1945年5月22日にワシントン州タコマのトッド・パシフィック造船所で起工し、1945年6月29日にオキナワと命名された。
戦況の進展に伴い過剰兵力と見られ、オキナワの建造契約は進水前の1945年8月11日に取り消された。